# Даска за сечење
Даска за сечење односно даска за резање кухињки је прибор од дрвета или челика на којем се сече храна. У питању је издржљива и чврста плоча на коју се стављају намирнице пре уситњавања. Може служити и у друге сврхе, или имати вагу.

## Опште одлике
Даске за сечење најчешће су од дрвета или пластике, разних величина, облика и боја. Неки примерци веома су креативни и имају украсну улогу, као на пример шарена и антропоморфна дашчица у облику печурке. Ипак, постоје и посебне верзије од стакла, нерђајућег челика или мермера, али оне понекад могу бити претврде и дешава се да оштете нож. Међутим, неупоредиво су лакше за чишћење и дезинфекцију од пластичних или дрвених примерака, па налазе употребу у кухињи.
Служе као заштита околних предмета од оштећења. Наиме, приликом уситњавања хране, тешко је избећи да нож дође у контакт са радном површином. Стога се поставља даска која уместо стола и других вредних површина задобија посекотине. Ниједна даска није погодна за назубљене ножеве, јер је у сваком случају оштете — наиме, они и јесу намењени сечењу најтврђих намирница.

## Дезинфекција
Није могуће одредити ко је изумитељ даске за сечење, јер народи широм света од давнина настоје да заштите радну површину. Веома су једноставне и лаке за израду. Ипак, највећи проблем представља њихово чишћење и дезинфекција. Примера ради, истраживање америчког предузећа Донофрио показало је да у просеку 18% бактерија из хране као што је пијачно поврће и месо остаје на дасци по употреби. У том моменту, дата количина је занемарљива. Међутим, уколико се даска не очисти пре наредне употребе, бактерије ће се намножити и прећи на храну, која по уносу у организам изазива тровање.
Знак да даску не треба употребљавати јесу велике огреботине у којима се микроорганизми крију. Ако непријатно мирише, клице се могу уништити средње јаком киселином (може лимунска из раствореног лимунтуса или свежег сока), а затим испирањем топлом водом. Препорулљиво је користити различите даске за различите врсте хране, али, уколико услови то не дозвољавају, ни коришћење једне није проблем ако се пре и после употребе опере врућом водом. Дрвене даске су добре по питању микробиолошке исправности, јер танини и фитонциди из коре спречавају намножавање бактерија, посебно ако се даска науљи.
Сем тактике уништавања микроорганизама киселином, постоје и други начини за дезинфекцију дасака за резање меса. Једна од њих укључује коришћење базног раствора соде бикарбоне, друга употребу благо киселог сирћета (које елиминише ешерихију коли и салмонелу), а трећа служење неотровним антисептичним и антибактеријским средствима попут спреја од лаванде. Још један од начина дезинфекције јесте утрљавање соли.

## Материјали
Поред начина одржавања, битна одлика једне даске за сечење јесте материјал од ког је направљена. Недоумице типа од којег материјала узети примерак уско су повезане са микробиолошком исправношћу и каснијим чишћењем, односно дезинфекцијом. Мишљења поводом овог питања су подељена. Како је већ напоменуто, најчешћа препорука када дрвена даска задобије посекотине јесте бацити је. Према заговорницима ове препоруке, у расцепима се налази велики број бактерија. Насупрот тога, познато је да хемијске супстанце из дрвета имају антисептичка својства.
Пре сазнања о хемијским особинама дрвета, пластичне даске за резање сматрале су се супериорним у односу на оне од дрвета. Мислило се да на њима нема бактерија, јер нема ни прореза, односно оштећења. Ипак, данас је доказано да се на пластици задржава више микроорганизама. Једно од објашњења која не укључују састав дрвета јесте да пластика не упија воду која погодује развитку бактерија, па оне на њој дуже опстају. Упркос свему, ове разлике постају небитне ако се било која даска дезинфикује на неки од ефикасних начина. Но, постоје и други извори недоумице који материјал изабрати.
Наиме, пластика је чвршћа од дрвета и лекше ће оштетити нож. Оштећења на сечиву биће још већа уколико се користе примерци од стакла, мермера или челика. С друге стране, варијанте које нису од дрвета могу се прати у машини за прање судова. Дрво, пак, не може без задобијања одређених оштећења. Постоје савремене даске за сечење, чији је главни материјал гума. Оне не оштећују ножеве, а сви засеци се због природе самог материјала зацеле. Гума не задржава непријатне мирисе.
Према светским куварима, ова врста је најбоља и постала је тренд у свету, иако су примерци и даље скупи и неприступачни. Од приступачних верзија са еколошки и бактериолошки позитивним одликама, издвајају се даске од бамбуса. Тврђе су и глаткије од дрвених, па може бити теже за употребу. Ипак, лако се одржавају и добро подносе воду. Не упијају мирисе хране нити задржавају нежељене бактерије. Традиционална врста овакве даске за сечење је јапански макису, намењен прављењу макизушија, посебне врсте ролованог сушија. Ипак, он се обично сматра подметачем за храну, иако служи и за припрему.